# Martin Niemöller (Richter)
Martin Niemöller (* 11. August 1935 in Berlin) ist ein deutscher Jurist und ehemaliger Richter am Bundesgerichtshof (BGH).

## Leben
Niemöllers Vater ist der Theologe und Widerstandskämpfer Martin Niemöller.
Martin Niemöller begann seine juristische Karriere 1964 in Hessen, nachdem er seine juristische Ausbildung beendet hatte. Während der dreijährigen Probezeit als Gerichtsassessor wurde er am Landgericht Wiesbaden und am Amtsgericht Frankfurt am Main eingesetzt. 1967 wurde er dann zum Amtsgerichtsrat ernannt und als Richter am Amtsgericht in Frankfurt am Main tätig. Von dort wurde er als wissenschaftlicher Mitarbeiter an das Bundesverfassungsgericht abgeordnet und während dieser Abordnung 1972 zum Richter am Oberlandesgericht Frankfurt am Main ernannt. Im Juni 1980 wurde er zum Richter am Bundesgerichtshof bestellt und gehörte dort bis zum Eintritt in den Ruhestand am 31. August 2000 dem 2. Strafsenat an, zuletzt als dessen stellvertretender Vorsitzender. Ab 1990 war er Mitglied oder Vertreter eines Mitglieds des Großen Senats für Strafsachen des Bundesgerichtshofes. Er befasste sich als Bundesrichter vor allem mit strafverfahrensrechtlichen Fragestellungen.
Nach seinem Eintritt in den Ruhestand wurde er Dozent an der deutschen Rechtsschule in Warschau.

## Veröffentlichungen
- Die Hinweispflicht des Strafrichters bei Abweichungen vom Tatbild der Anklage, Mezner Verlag, Frankfurt a. M. 1988, ISBN 978-3-7875-3801-0
- mit Reinhold Schlothauer und Hans-Joachim Weider: Gesetz zur Verständigung im Strafverfahren (Gesetzeskommentar), Beck Verlag, München 2010, ISBN 978-3-406-59777-0
- Evangelische Kirchenführer bei Hitler – Der Kanzlerempfang vom 25. Januar 1934, Lutherverlag, Bielefeld 2022, ISBN 978-3-7858-0807-8